# Eduard Kokoiti
Eduard Dzhabeièvitx Kokoiti (en osset: Кокойты Джабейы фырт Эдуард, en rus: Эдуард Джабеевич Кокойтыés) (Tskhinvali, 31 d'octubre de 1964) és un polític osset, president d'Ossètia del Sud entre 2001 i 2011.

## Biografia
Nascut el 31 d'octubre de 1964 a la ciutat de Tskhinvali, Kokoiti fou President d'Ossètia del Sud, un Estat independent de facto, reconegut internacionalment per Rússia i Nicaragua, que es troba dins de la República de Geòrgia. Fou membre de la selecció nacional russa de lluita lliure, amb la qual esdevingué campió. Abans de 1989, era el Primer Secretari de Tskhinvali de la Lliga dels Joves Comunistes, branca del Komsomol. El 1992 marxà a Moscou i es convertí en empresari, tornant el 2001 a Ossètia del Sud.
A l'edat de 38 anys va ser escollit amb una ampla majoria a les eleccions presidencials de novembre-desembre de 2001. A la primera ronda de les eleccions (18 de novembre) va aconseguir un 45% dels vots, Stanislav Kochiev el 24%, i Ludwig Chibirov el 21%. A la segona ronda (6 de desembre) guanyà amb el 53% dels vots enfront del 40% de Stanislav Kochiev. Va prendre possessió del càrrec el 18 de desembre.
La victòria de Kokoiti fou inesperada però, aquesta es va consumar amb suport del clan Tedeiev, una de les famílies més poderoses d'Ossètia del Sud. Havia guanyat suport clau gràcies a Albert "Dik" Tedeiev i el seu germà Jambulat, un campió de lluita, que organitzaven i finançaven l'elecció de la campanya de Kokoiti.
El clan havia donat prèviament suport a Ludwig Chibirov però van trencar el suport després que intentés traslladar-se contra ells. Després que Kokoiti s'elegís president, els membres del clan Tedeiev es feren càrrec del servei de duana de la república i el trànsit de càrregues al llarg de l'autopista transcaucàsica. A més a més de ser la principal ruta econòmica entre Rússia i Ossètia del Sud, l'autopista és una via essencial pel contraban i el tràfic de drogues i armes. Els ingressos de l'autopista proporcionen gran part dels ingressos pressupostaris del govern d'Ossètia del Sud.
El juliol de 2003, Kokoiti s'enfrontà contra el Tedeievs, expulsant Albert Tedeiev de la seva posició com a secretari del consell de seguretat, i ordenà a les seves milícies privades que es desarmessin. Segons Kokoiti, el secretari del consell de seguretat, així com el de defensa i els caps de seguretat tenien lligams amb criminals. L'afer feia preveure un brot de violència a Tskhinvali però no va desencadenar amb víctimes humanes.
Kokoiti ha mantingut una posició dura en contra de reunificació amb Geòrgia, encara que ha expressat una disposició de negociar un acord de pau sobre la base d'una Ossètia del Sud tractada com a estat independent (una precondició rebutjada pel govern georgià). Després d'un temps de treva amb les autoritats georgianes, el juliol de 2004, afirmà: "Si Geòrgia vol guerra, estem preparats per a l'autodefensa".
El 12 de novembre de 2006 en referèndum, fou revalidat en el càrrec presidencial. Al mateix dia, la seva oposició organitzà unes eleccions alternatives als territoris controlats per Geòrgia o dèbilment controlats pel règim independentista. Dimitri Sanakoiev, anterior president d'Ossètia del Sud, acomiadat per Kokoiti l'any 2001, va ser escollit com a president alternatiu.